# Hôtel de l’Escale

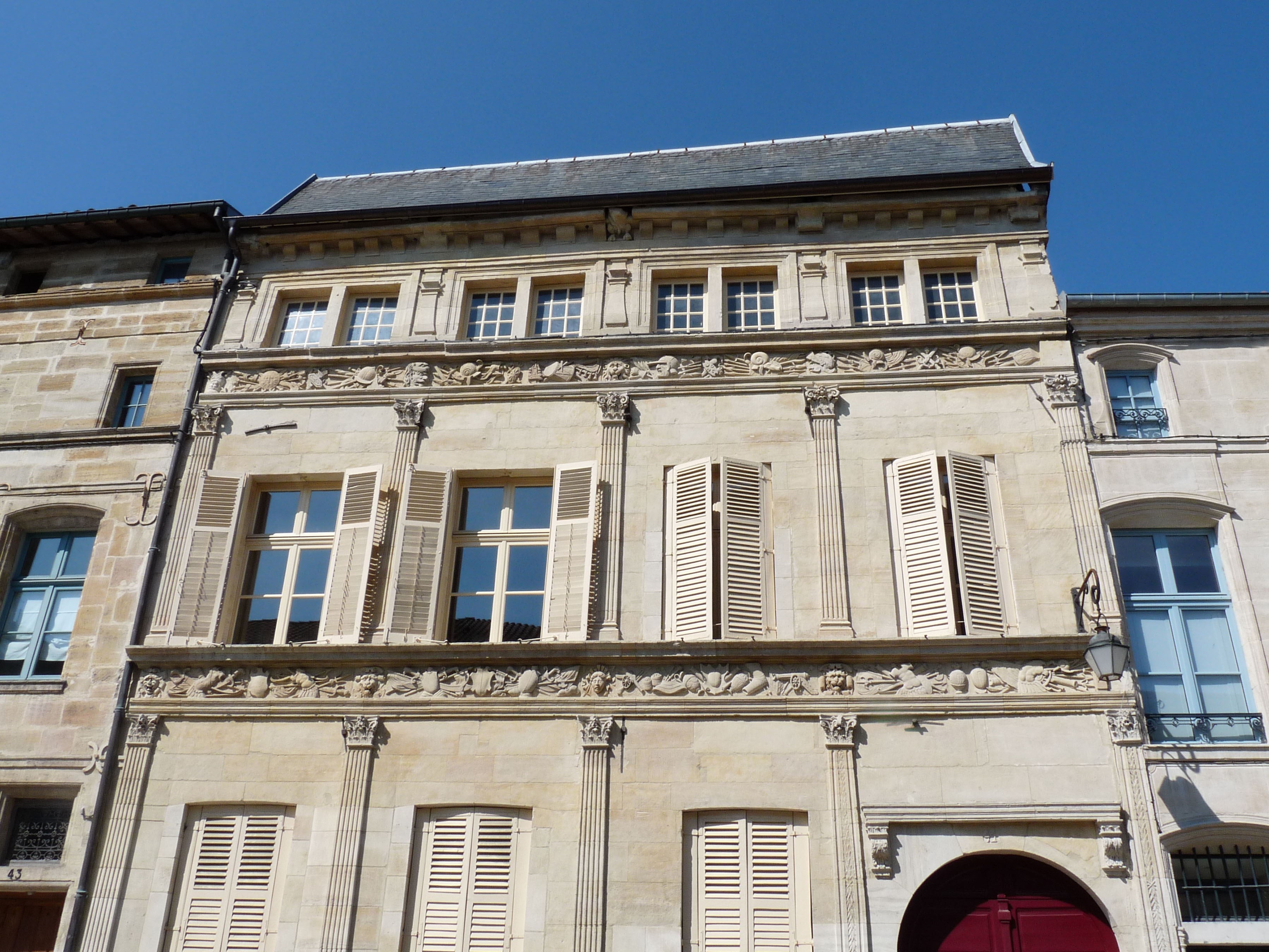
Hôtel de l’Escale in Bar-le-Duc

Das Hôtel de l’Escale in Bar-le-Duc, einer französischen Stadt im Département Meuse in Lothringen, wurde Ende des 16. Jahrhunderts errichtet. Das Hôtel particulier an der Rue des Ducs-de-Bar Nr. 41 wurde 1992 als Monument historique in die Liste der Baudenkmäler in Frankreich aufgenommen.
Die Fassade des dreigeschossigen Stadtpalastes im Stil der Renaissance ist mit Pilastern, die korinthische Kapitelle besitzen, und zwei Friesen geschmückt.
Im Erdgeschoss befindet sich ein gewölbter Saal mit einem alten Kamin.